# Жалланж
Жалла́нж (фр. Jallanges) — коммуна во Франции, находится в регионе Бургундия. Департамент коммуны — Кот-д’Ор. Входит в состав кантона Сёр. Округ коммуны — Бон.
Код INSEE коммуны — 21322.

## Население
Население коммуны на 2010 год составляло 335 человек.
| 1962 | 1968 | 1975 | 1982 | 1990 | 1999 | 2010 |
| ---- | ---- | ---- | ---- | ---- | ---- | ---- |
| 325  | 262  | 306  | 322  | 285  | 260  | 335  |

## Экономика
В 2010 году среди 181 человека трудоспособного возраста (15—64 лет) 132 были экономически активными, 49 — неактивными (показатель активности — 72,9 %, в 1999 году было 68,6 %). Из 132 активных жителей работали 123 человека (62 мужчины и 61 женщина), безработных было 9 (4 мужчины и 5 женщин). Среди 49 неактивных 12 человек были учениками или студентами, 26 — пенсионерами, 11 были неактивными по другим причинам.

## Известные жители и уроженцы
- Анна Мария Жавуэ (1779—1851) — католическая святая.